# Rafael Seco
Rafael Seco Humbrías (1925–2010, Madrid) es un diseñador, pintor, grabador y escultor español. Alumno de Rafael Pellicer y José Luis Sánchez Toda; fue, también, alumno en el taller de grabado de Eduardo Navarro. Casado con Concepción de Arpe, pintora y restauradora, es padre del escritor y ATS Rafael Seco de Arpe, del compositor Manuel Seco de Arpe, y del pintor y restaurador Fernando Seco de Arpe.

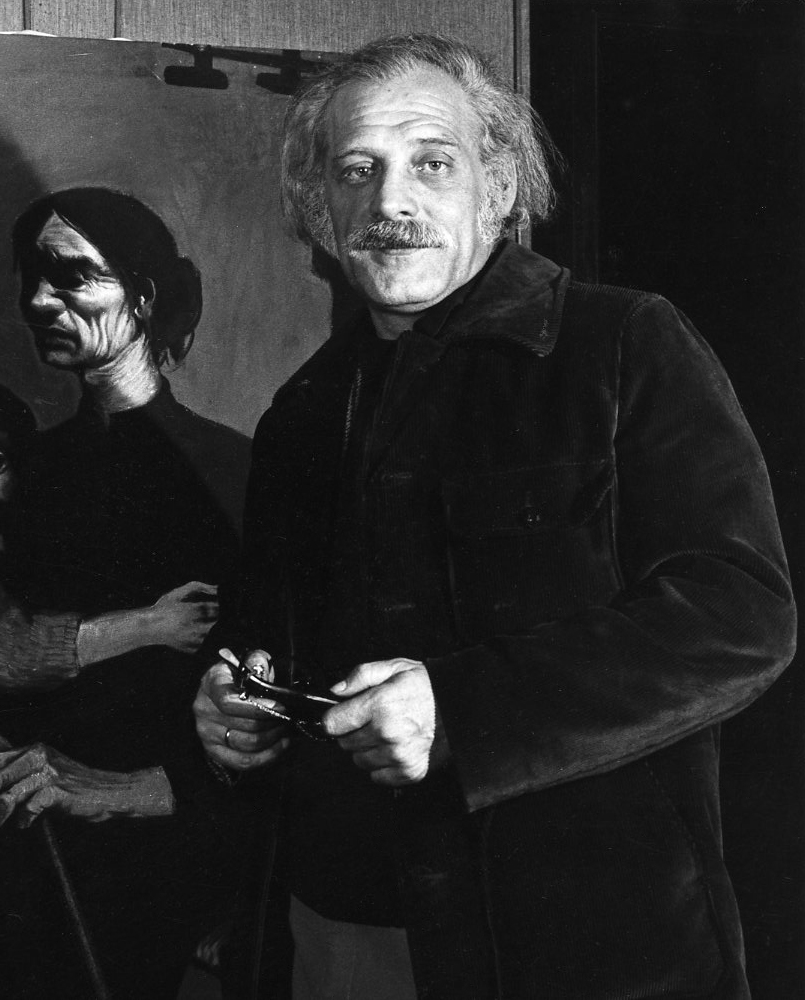
Rafael Seco Humbrías en su estudio

## Obra
Su relación con la Fábrica Nacional de Moneda y Timbre comenzó como diseñador de interiores para el nuevo edificio de dicha institución. Posteriormente entró en el cuadro de personal en el departamento de exposiciones. 

### Filatelia
- 1982, dos tarjetas para el Mundial 82
- 1988, Instrumentos de música popular, la dulzaina.
- 1988, Navidad, pastor con ovejas
- 1989, Para el Correo de Andorra, dos sellos de juegos infantiles tradicionales.
- 1997, El lazarillo de Tormes en una serie de Literatura Española.
- 1998, Para la Navidad de este año, la célebre castañera.
- 1999, De la serie UPAEP: augurando un Nuevo Milenio sin Armas.
- 2000, También de la misma serie, con la campaña contra el SIDA.
- 2001, Realizó el sello del Día Internacional del Voluntariado Social.
- 2003, De este año data su última participación en el diseño postal, en la conmemoración del XXV Aniversario de la Constitución Española.

### Muralista
- Su obra pictórica como muralista le ha llevado a Puerto Rico, donde se puede admirar en el hotel "El Convento" de San Juan (1955-1960), en el restaurante Barrachina (1966), en el edificio "Los Pinos"(1974) y en la biblioteca del Centro de Estudios Avanzados de Puerto Rico y el Caribe (c1986).
- En 1968 realizó las decoraciones del ábside de la iglesia de Villamanta (Madrid)
- En 1969 un mural en cemento para el edificio Gold Gate.
- Realizó, en 1982, murales para los colegios públicos de Majadahonda y Fuenlabrada.
- Suyos son los cartones de las cuatro vidrieras sobre los Papas, instaladas en la Catedral Nueva de Vitoria.
- Realizó diversos murales para casas particulares de Madrid como, por ejemplo, la del n.º 4 de la calle del Áncora.

### Ilustrador
- En 1969 realizó las ilustraciones del libro Cuentos Folklóricos de Puerto Rico, recogidos por Ricardo E. Alegría.

## Biografía
En el año 2002 se inauguró un museo de su obra en la ermita románica de San Cristóbal en Aldeavieja (Ávila), proyecto que fracasó por falta de ayuda institucional.
Su primera exposición pictórica la realizó en 1950 y entre sus lienzos destaca Libertad, pintado con motivo del 25 aniversario de la Constitución española. También diseñó el mobiliario del Palacio de La Moncloa.
También tocó abundantemente los campos de la medallística y del grabado.
Fallece en Madrid el 20 de noviembre de 2010.